# Tradable
Un tradable è un bene o un servizio che può essere venduto in un luogo distante da quello in cui viene prodotto. Viceversa, un bene che non gode di tale caratteristica è detto non-tradable. Beni diversi hanno diversi livelli di commerciabilità: più è alto  il costo di trasporto e più è breve la durata, meno il bene è tradable. Il cibo pronto, ad esempio, non è generalmente considerato un bene tradable; sarà venduto infatti nella città in cui è stato prodotto, non entrando quindi in competizione diretta con il cibo pronto di altre città.

## Perequazione del prezzo
I beni perfettamente tradable, come le azioni, sono soggetti alla legge del prezzo unico: devono avere lo stesso prezzo ovunque vengano comprati. Questa legge richiede un mercato efficiente. Qualsiasi discrepanza che può verificarsi nel prezzo dei beni perfettamente tradable, a causa dei movimenti del foreign exchange market per esempio, dà luogo ad un'opportunità di arbitraggio. I beni che non possono essere commerciati senza costi non sono soggetti a questa legge.
I beni che non sono perfettamente tradable sono soggetti a distorsioni come l'effetto Penn per esempio, una diminuzione dei prezzi nel luogo meno ricco. I beni perfettamente non-tradable non sono soggetti ad alcun livellamento del prezzo, da ciò la disparità tra lotti immobiliari simili, ma siti in luoghi differenti.
Non dovrebbero esserci distorsioni nella parità dei poteri di acquisto (PPP) per i beni perfettamente tradable. Le differenze tra la PPP e gli altri metodi sono la conseguenza dei beni non-tradable e del sopra menzionato effetto Penn.